# Дутов, Илья Петрович
Илья Петрович Дутов (10 июля 1851, Оренбургская губерния — после 1918) — генерал-майор, командир Оренбургского 4-го казачьего полка (с 1906), отец атамана А. И. Дутова.

## Биография
Родился 10 июля 1851 года в станице Оренбургская первого военного отдела Оренбургского казачьего войска в семье штабс-офицера.
Получил общее образование на дому, а затем поступил в Оренбургское казачье юнкерское училище, из которого выпустился в 1873 году по первому разряду. Позже прошёл обучение в Офицерской кавалерийской школе — окончил курс в 1889 году с формулировкой «успешно».
13 ноября 1868 года приступил к воинской службе в Русской императорской армии в нижних чинах. В середине мая 1869 года получил звание урядника, затем был произведён в хорунжие (в ноябре 1873). Стал сотником в конце сентября 1875 года, а есаулом — в конце декабря 1878. Дослужился до чина войскового старшины в феврале 1899 года. Полковничий чин (с формулировкой «за отличие по службе») он получил 1 января 1904 года. При «увольнении от службы с мундиром и пенсией» стал генерал-майором.
Начал службу в межевом отделении Войскового хозяйственного правления: последовательно стал учеником и помощником землемера. Затем служил в Оренбургском 1-м казачьем полку и в Оренбургском 7-м казачьем полку, где командовал сотней. В 1885 году исполнял дела старшего землемера межевого отделения.
Принимал участие в Русско-турецкой войне 1877—1878 годов — был при штурме Карса (1877). Также участвовал в Среднеазиатской (Ахал-текинской) экспедиции 1880 года и в кампании полковника Михаила Ионова против китайцев и афганцев в долинах рек Оксу и Аличур (1892).
С 18 июля по 18 ноября 1905 года являлся временным командующим 1-й бригадой Туркестанской 1-й кавалерийской дивизии. С 10 мая 1906 года состоял командиром Оренбургского 4-го казачьего полка.
Находясь в отставке, проживал в Оренбурге. Имел в городе деревянный дом и земельный участок: по одним данным — в 400 десятин, по другим документам — в 486 десятин в Троицком уезде (на январь 1875).
Дата и место смерти неизвестны.

## Награды
- Орден Святого Станислава 3 степени с мечами и бантом (1879)
- Орден Святого Станислава 2 степени (1884)
- Орден Святой Анны 3 степени с мечами и бантом (1880)
- Орден Святой Анны 2 степени (1888)
- Орден Святого Владимира 4 степени (1892)
- Орден Святого Владимира 3 степени (1906)
- Бухарский орден золотой звезды 2 степени (1905)
- Серебряная медаль «В память русско-турецкой войны 1877—1878 гг.»
- Серебряная медаль на Александровской ленте «В память царствования императора Александра III» (1896)[3]

## Семья
Жена: Елизавета Николаевна Ускова — дочь урядника, уроженка Оренбургской губернии.
Дети:
- Александр Ильич Дутов (1879—1921) — генерал-лейтенант (1919), атаман Оренбургского казачества.
- близнецы Георгий и Мария (1882) — их крёстными были войсковой старшина Александр Яковлев, дочь коллежского асессора Татьяна Петровна Дутова, есаул Иван Александрович Мякутин и вдова сотника Екатерина Петровна Мальханова.
- Николай (1883)
- Надежда (1885—1893) — умерла от скарлатины.
- Владимир (1887—1893) — умер от скарлатины[3].